# Novoivànovskoie
Novoivànovskoie - Новоивановское (rus) - és un poble del krai de Krasnodar, a Rússia. Es troba a la vora dreta del riu Ieia. És a 3 km al sud-est de Kusxóvskaia i a 175 km al nord de Krasnodar. Pertany a l'stanitsa de Kusxóvskaia.